# Daewoo K11
Daewoo K11 — автоматно-гранатометний комплекс, розроблений у Південній Кореї за аналогією з більш ранньою американською системою OICW: концептуально, конструктивно та за принципом дії, але з низкою спрощень, що дозволили знизити масу комплексу до прийнятного рівня: відмова від модульної системи та ручна перезарядка гранатомета. Початковий етап військових випробувань прототипів комплексу K11 відбувся у 2010 році у рамках корейської програми Future soldier system. У 2019 році з огляду на численні недоліки подальше виробництво було закрито.

## Історія
Робота над новим проектом розпочалася 2000 року під керівництвом Корейського агентства з оборонних розробок (ADD). У жовтні 2006 року було виготовлено перші сім прототипів комплексу, у травні 2008 року передано збройним силам Південної Кореї. У розробці комплексу брали участь корейські компанії: S&T Daewoo, EO System, ILS Hansung, Poongsan. Армійські випробування були успішно завершені наприкінці 2008 року, а на початку 2009 року K11 був представлений широкому загалу на виставці DSEI.
Пробну партію K11 було поставлено на озброєння Збройними силами Республіки Корея протягом 2010 року. Загалом планувалося випустити 4000 K11 і поставити на озброєння до 2014 року. Втім, у березні 2011 року було оголошено, що 15 з 39 K11, випущених з червня 2010 (включаючи 7 з 20 гвинтівок, які використовували корейські сили в Афганістані), виявили серйозні дефекти, і було прийнято рішення зупинити виробництво та змінити конструкцію. До недоліків відносяться: переміщення ствола під час стрільби, дефекти ударного механізму, утворення конденсату всередині приймальної лінзи лазера, дефекти перемикання з одиночного вогню на автоматичний. В наступні роки відбувалися численні спроби подолати ці недоліки, але зрештою 4 грудня 2019 року проект було офіційно скасовано.

## Опис

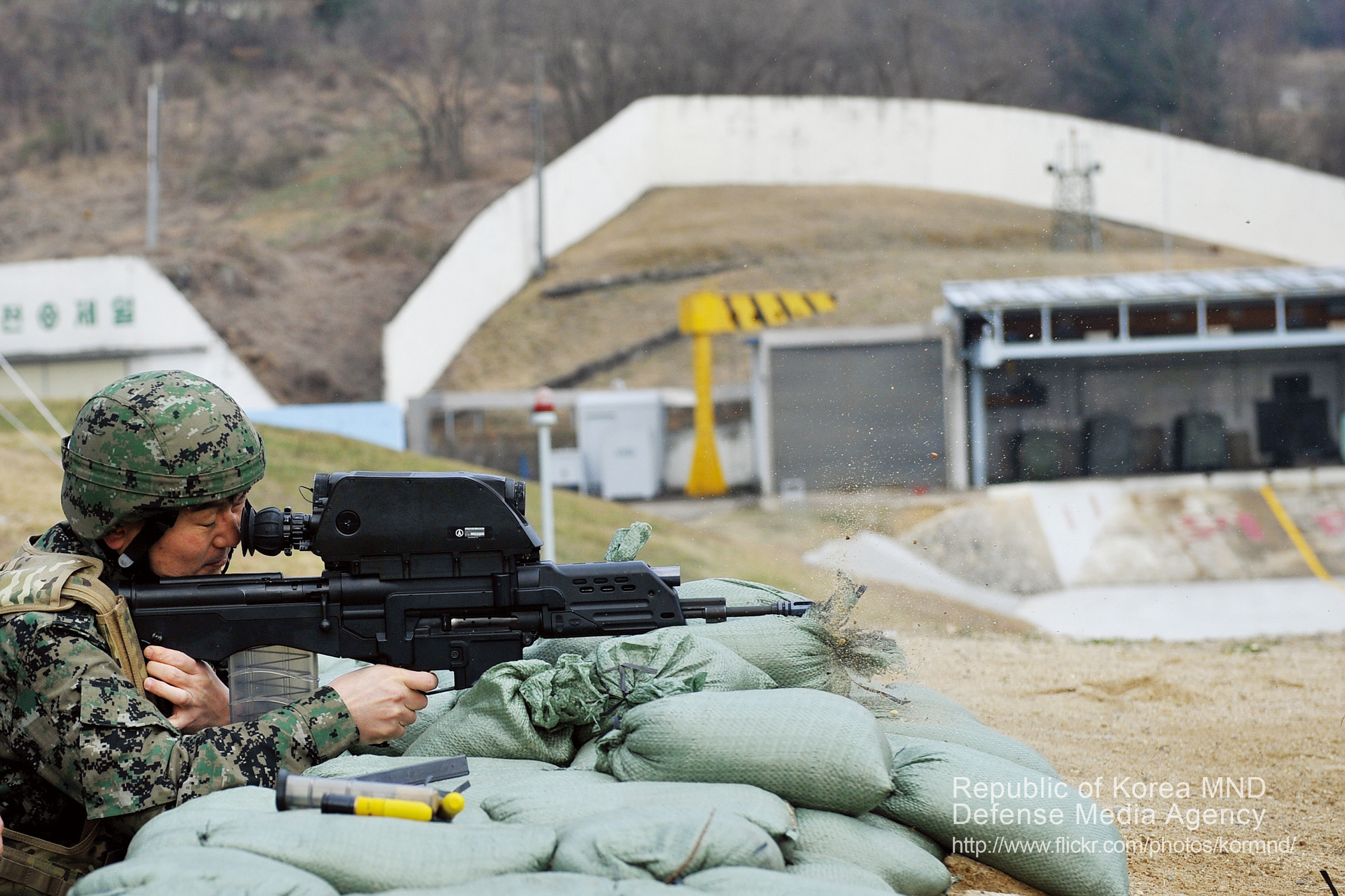
Комплекс K11, 2009 рік. На передньому плані набій з осколковою гранатою HEAB, стандартне маркування НАТО — жовте забарвлення.

Технічно комплекс складається з штурмової гвинтівки, розробленої з урахуванням гвинтівки Daewoo K2 і гранатомета. Гранатомет з автоматом мають загальні спусковий гачок і запобіжник, що має 4 положення — безпечне, стрільба гранатами, одиночними пострілами, фіксованими чергами по 3 патрони. Корпус виконаний із полімерного композиту на волокнистій основі, високонавантажені деталі з алюмінієвого сплаву, ствол — з титанового сплаву. Магазини для гранат — пластикові.

## Оператори
- Південна Корея — знято з озброєння в 2020 році через проблеми з прицільним компонентом та якістю боєприпасів.
- ОАЕ — закуплено 40 од. для випробувань[7].